# Републикански път III-109
Републикански път IIІ-109 е третокласен път, част от републиканската пътна мрежа на България, преминаващ изцяло на територията на област Благоевград, Община Сандански. Дължината му е 12,5 км.
Пътят се отклонява вляво при 435,8-и км на Републикански път I-1 югозападно от село Ново Делчево и се насочва на изток през източната част на Санданско-Петричката котловина. Преминава през селата Спатово и Хотово, навлиза в крайните югозападни разклонения на Пирин, минава през село Лозеница, завива на североизток и достига до най-малкия български град Мелник.
| Пътища, отклоняващи се надясно (населено място, № на пътя, посока на пътя) | Км   | Пътища, отклоняващи се наляво (посока на пътя, № на пътя, населено място) |
| -------------------------------------------------------------------------- | ---- | ------------------------------------------------------------------------- |
| Община Сандански, I-1, 435,8 км ←                                          | 0,0  | ← 435,8 км, I-1, Община Сандански                                         |
| (за с. Левуново) общински път ←                                            | 0,9  | → общински път (за с. Ново Делчево)                                       |
| с. Спатово                                                                 | 3,8  | → с. Спатово, общински път (за с. Склаве)                                 |
| с. Хотово                                                                  | 5,3  | с. Хотово                                                                 |
| (за с. Зорница) общински път ←                                             | 7,6  |                                                                           |
| с. Лозеница                                                                | 9,4  | с. Лозеница                                                               |
| (за с. Виногради) общински път ←                                           | 10   |                                                                           |
| гр. Мелник                                                                 | 12,5 | гр. Мелник                                                                |